# Neptunea antiqua
Neptunea antiqua, tên tiếng Anh: red whelk, là một loài ốc biển, là động vật thân mềm chân bụng sống ở biển trong họ Buccinidae.

## Hình ảnh

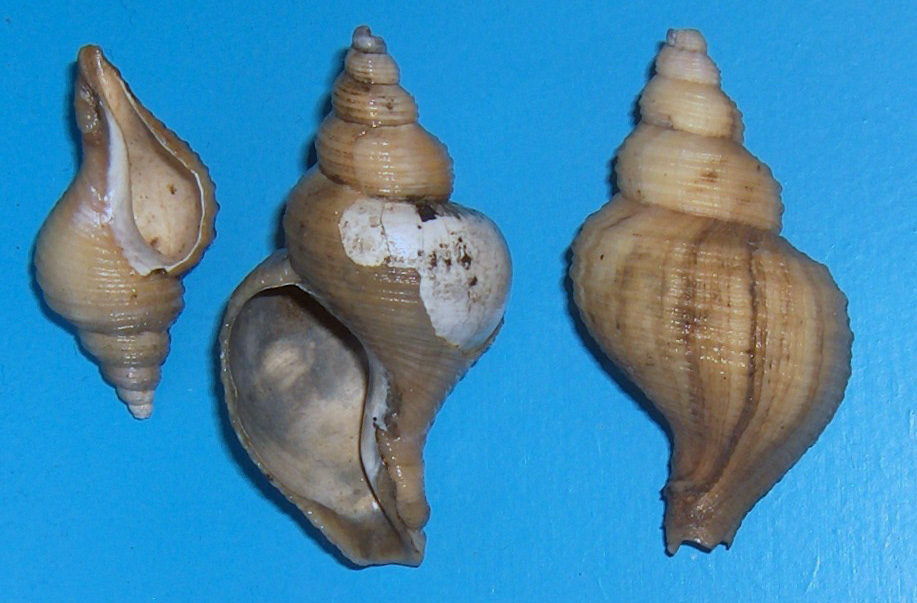
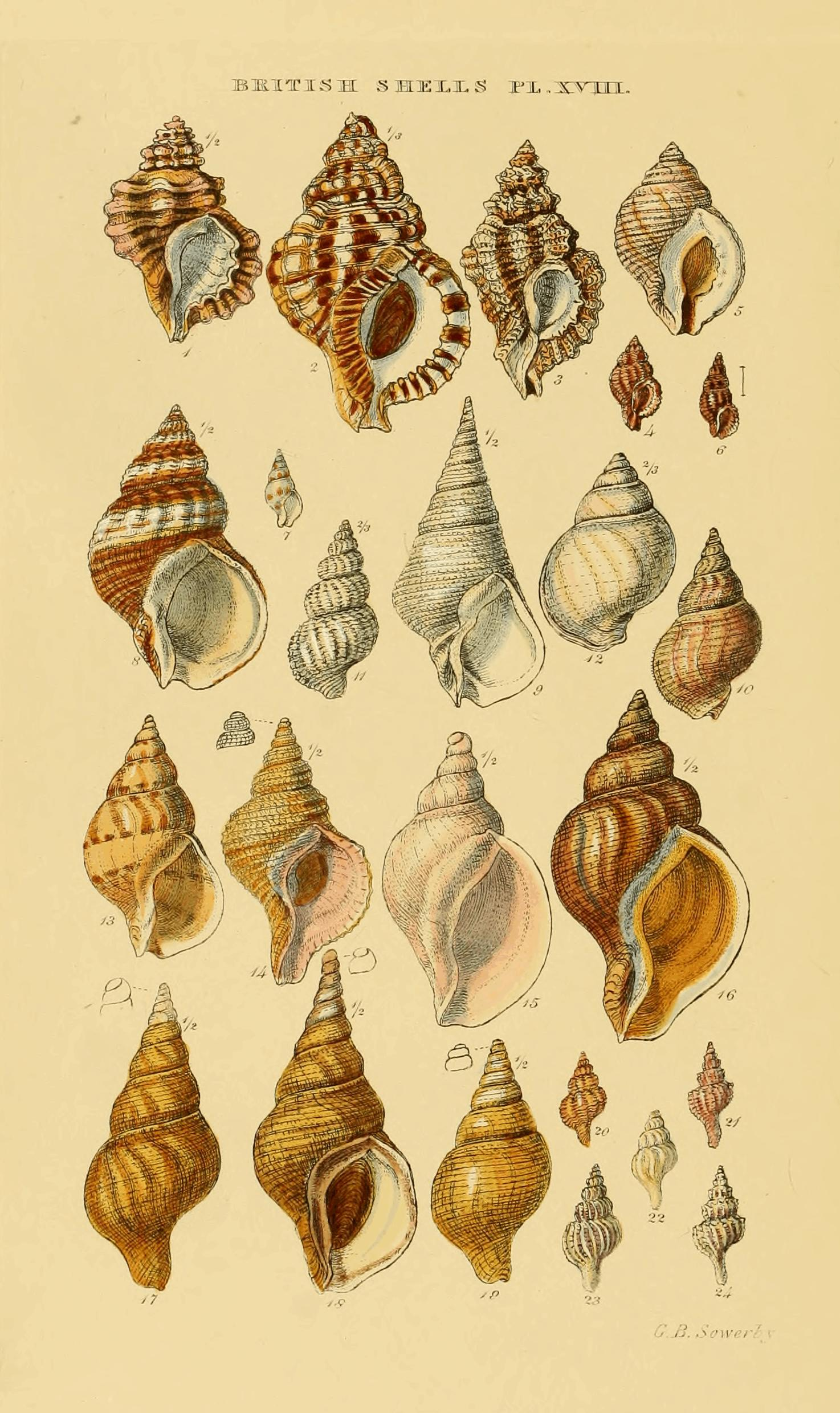
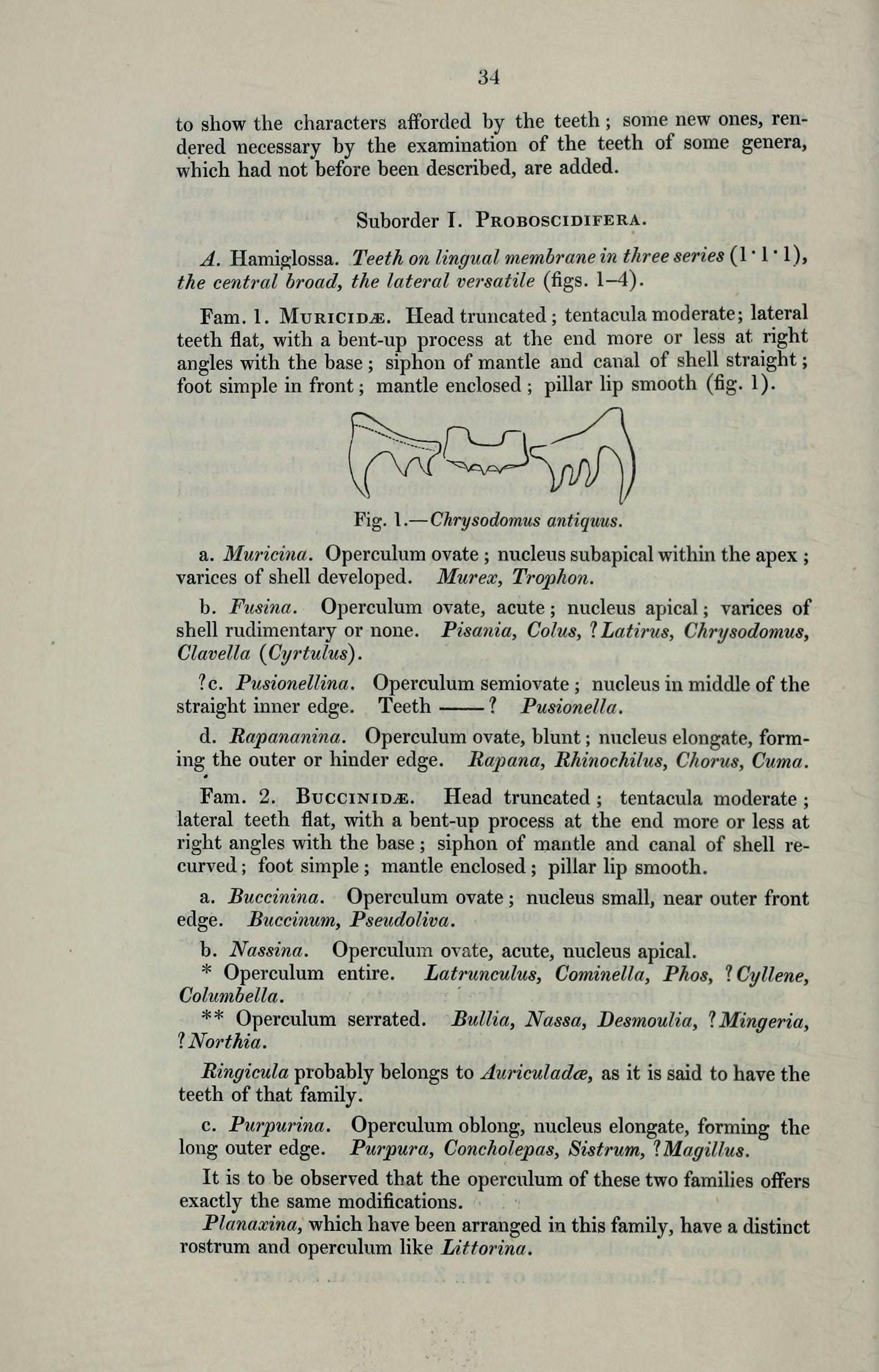